# プレイボーイ プレイガール (アルバム)
『プレイボーイ プレイガール』 (the international playboy play girl record)は、1998年10月1日に発売されたピチカート・ファイヴ通算11作目のスタジオ・アルバム。
2006年3月31日、小西康陽による新アートワークの再発盤が発売。

## 収録曲
全曲　詞 ⁄ 曲：小西康陽
1. 不景気 'la dépression'
  - featuring:GRAND-PRIX
  - GRAND-PRIXとデュエットしたアルバム・ヴァージョン
2. ロールスロイス 'rolls royce'
  - featuring：池田聡
3. インターナショナル・ピチカート・ファイヴ・マンション 'the international pizzicato five mansion'
  - featuring：細川俊之
4. 新しい歌 'a new song'
  - featuring：加藤ひさし（ザ・コレクターズ）
  - ホーン・アレンジメント：窪田晴男
  - 別アレンジのアルバム・ヴァージョン
5. ウィークエンド 'week-end'
  - featuring：加藤ひさし（ザ・コレクターズ）
  - アルバムではフェイドアウトせず、次の曲とシームレスに繋がっている。
6. 不思議なふたつのキャンドル 'magic twin candle tale'
  - featuring：ブレッド&バター
7. コンチェルト 'concert'
  - 最後のチェンバロがシングルよりも少し短い。
8. きみみたいにきれいな女の子 'such a beautiful girl like you'
  - featuring：鈴木桃子（COSA NOSTRA）
  - 別アレンジのアルバム・ヴァージョン
9. プレイボーイ・プレイガール 'playboy playgirl'
  - 同年11月にリカット。
10. 大都会交響楽 'I hear a symphony'
  - オーケストレイション： 村山達哉
  - 別アレンジのアルバム・ヴァージョン
11. テーブルにひとびんのワイン 'drinking wine'
  - featuring：斎藤誠
12. 華麗なる招待 'the great invitation'
  - featuring：有近真澄（T.V.JESUS）
  - オーケストレイション：窪田晴男
13. 美しい星 'stars'
  - featuring：斎藤誠

## クレジット
- produced by：小西康陽
- featuring：野宮真貴
- audio consultant：福富幸宏 / 坂元俊介 (M-7)
- recording engineers：廣瀬修 (Heat Beat) / 竹中昭彦 (Heat Beat)
- mastering engineers：竹中昭彦 (Heat Beat)
- assistant engineers：吉羽貴史 (Heat Beat) / 須戸正明 (Heat Beat) / 小田嶋功裕 (Heat Beat)
- recording coordinator：加藤義明 (Hot Wave)
- musicians：荒木敏夫 / 有近真澄 / ブレッド&バター / ジェイク・コンセプション / 藤井珠緒 / グランプリ / 細川俊之 / 池田聡 / 加藤ひさし / 河合伸哉 / 数原晋 / 金原千恵子 / 河野伸 / 小林正弘 / 窪田晴男 / 久米大作 / 村田陽一 / 村山達哉 / 成田昭彦 / 岡沢章 / 斎藤誠 / 佐藤潔 / 菅坂雅彦 / 鈴木桃子 / 高尾直樹 / 寺谷誠一 / 辻冬樹 / 渡辺等 / 山本拓夫 / 横山均

original edition staff
- art director：信藤三雄 (C.T.P.P.)
- designer：藤川浩一 (C.T.P.P.)
- photographer：野村浩司 (Kiki Inc.)
- styling：梅山弘子
- hair and make-up：石井貴子
- coordinator in UK：竹澤英章
- costume：MASSE MENCHE
- cocotier：SMITH ARTIQUE

reissue edition staff
- art director：小西康陽
- designer：吉永祐介
- a&r：渡辺佳紀
- promoter：松本俊之
- sales promoter：吉田聡
- production coordinator：藤村良太